# Azer Mirzoev
Azer Mirzoev (nascut el 28 de març de 1978), és un jugador d'escacs àzeri, resident a Catalunya, que té el títol de Gran Mestre des de 2001.
A la llista d'Elo de la FIDE de l'octubre de 2020, hi tenia un Elo de 2430 punts, cosa que en feia el jugador número 21 (en actiu) de l'Azerbaidjan. El seu màxim Elo va ser de 2617 punts, a la llista de novembre de 2011 (posició 158 al rànquing mundial).

## Resultats destacats en competició
Mirzoev ha participat en nombrosíssims torneigs oberts a Espanya i a Catalunya. El 2002, guanyà l'Obert Ciutat de Balaguer, i el 2003, el de Torredembarra. El 2004 fou tercer al Circuit Català d'Oberts Internacionals d'Escacs (el campió fou Víktor Moskalenko). Obtingué el quart lloc a l'obert de Balaguer de 2004 (el campió fou Ramón Mateo).
El 2006 fou primer al Magistral d'Elgoibar, i acabà segon al Circuit Català, rere Marc Narciso.
El 2007 fou segon a l'Obert Internacional d'Escacs de La Pobla de Lillet (el campió fou Artur Kogan), i tercer a Madrid (Torneig de Mestres de la Federació Madrilenya, el campió fou Renier Vázquez Igarza)
El 2008, guanyà els oberts de Coria del Río, vila de Salou, i La Pobla de Lillet.
El 2009, fou 1r a l'obert de Sant Sebastià. El 2010, fou 1r a Calvi, empatà als llocs 1r–2n amb Omar Almeida Quintana al XVIII torneig internacional d'Albacete, i guanyà el XX Magistral d'Elgoibar.
El 2011, fou 1r al XXI Magistral d'Elgoibar, assolint així el seu tercer títol en aquest torneig. El 2012 guanyà el XIII Obert Internacional d'Escacs de Figueres Miquel Mas.